# Верін-Саснашен
Верін Саснашен (вірм. Վերին Սասնաշեն) — село в марзі Арагацотн, на заході Вірменії. Село розташоване за 14 км на схід від міста Таліна і за 2 км на північ від села Неркін Сасунашен. У селі живуть нащадки Сасунських героїв.